# Ölfilter
Ein Ölfilter entfernt Partikel aus Öl, das meist in geschlossenen Kreisläufen verwendet wird. Die bekannteste Bauform besteht aus einem Gehäuse, meistens aus Metall tiefgezogen, und dem eigentlichen Filter, bestehend aus einem Vliesstoff oder einem Gewebe.

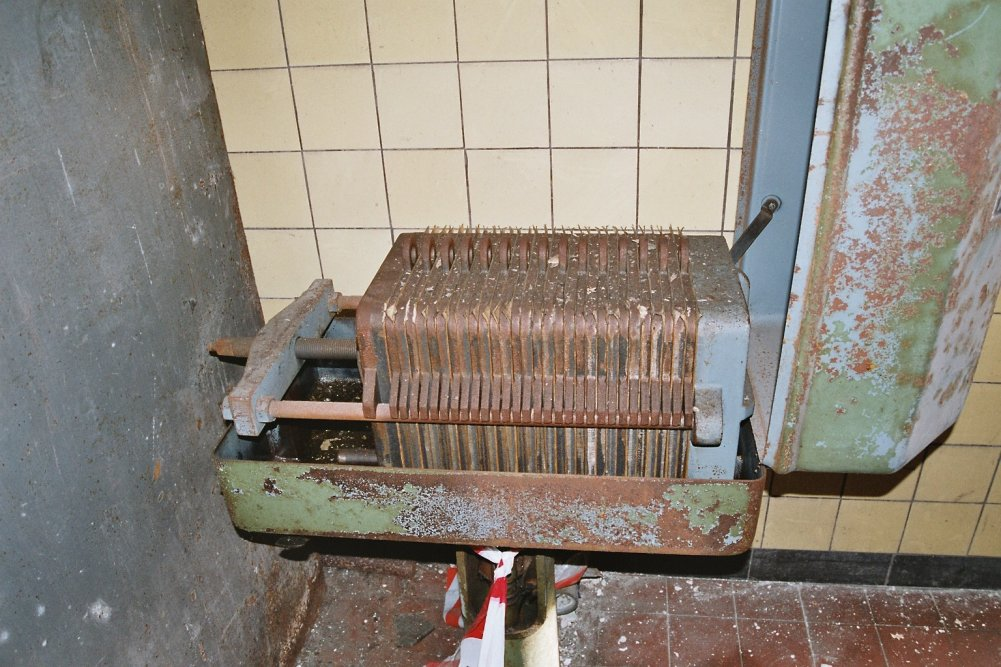
Ölfilter einer Dampfturbine

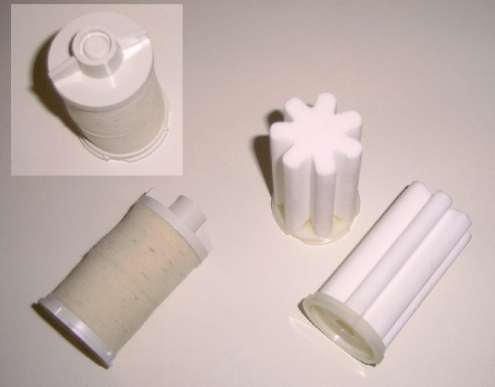
Filz- und Kunststoffölfilter einer Ölfeuerungsanlage

Da ein Ölfilter einen Druckabfall erzeugt, muss das Öl von einer Pumpe durch den Filter gepresst werden. Der Filter befindet sich daher im Kreislauf meist direkt hinter der Pumpe. Man spricht hier von einem sog. „Hauptstromfilter“. In der Ansaugleitung vor der Pumpe befindet sich u. U. ein Grobsieb, das die Pumpe schützen soll. Dies ist beispielsweise die übliche Anordnung bei Kfz-Motoren und auch bei Flugtriebwerken. Bei Flugtriebwerken befindet sich noch vor jeder Schmierstelle ein Grobfilter (Sieb) zur Sicherheit gegen eingebauten Schmutz (eventuell noch Späne von der Fertigung). Ein Einbau des Filters in der Rückleitung, wo der Druck am geringsten ist und damit das Gehäuse des Filters so leicht und billig wie möglich gebaut werden kann, ist auch möglich. Das hängt vom Anwendungsfall und der Sicherheitsprinzipale ab. Ölfilter (Hauptstromfilter) sind aus Sicherheitsgründen mit einem Umgehungsventil (Bypassventil) versehen, um bei einer Filterverstopfung den Betrieb mit ungefiltertem Öl aufrechtzuerhalten und ein Platzen des Filters zu vermeiden. Bei Flugmotoren wird der Druckabfall über dem Ölfilter dauernd überwacht und danach der wartungstechnisch erforderliche Austausch bestimmt.

## Filter in Verbrennungsmaschinen
Verbrennungsmaschinen werden mit Öl geschmiert. Die Hitze bei der Verbrennung lässt auch Anteile des Öls verbrennen. Damit die Schmierung der Maschine erhalten bleibt, werden im Ölfilter verbrannte Anteile des Öls, Metallabrieb und sonstiger Schmutz (z. B. Ruß) herausfiltriert. Im Kraftfahrzeug wird der Filter periodisch ausgetauscht, typischerweise jedes Jahr oder alle 10.000 bis 30.000 Kilometer je nach Herstellerangabe beim PKW. Bei Flugzeugmotoren wird das Gehäuse des Filters aufgeschnitten und geprüft, ob sich Späne angesammelt haben. Späne sind ein Zeichen von gefährlichem Verschleiß.

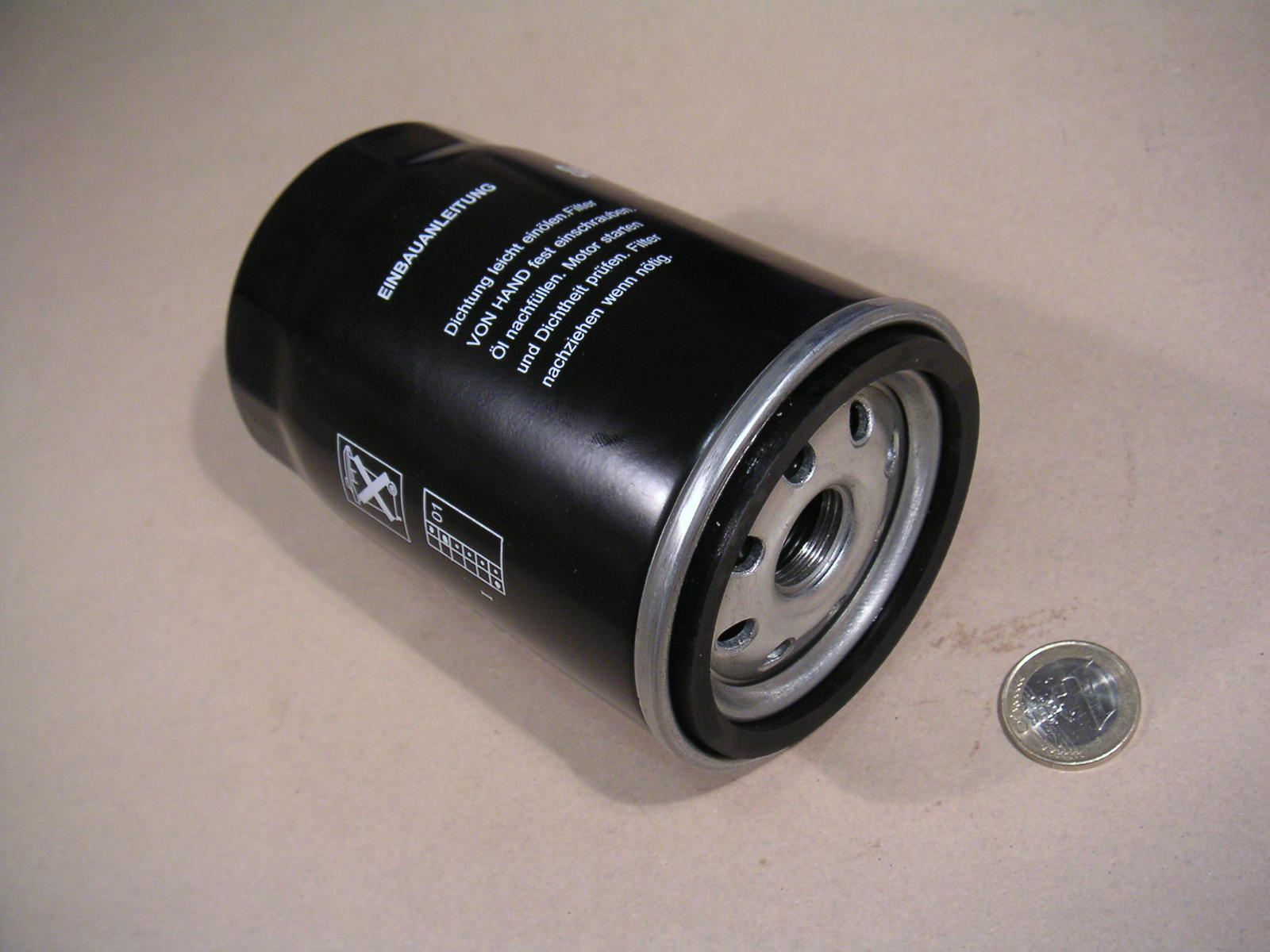
Handelsüblicher Einweg-Ölfilter für KFZ
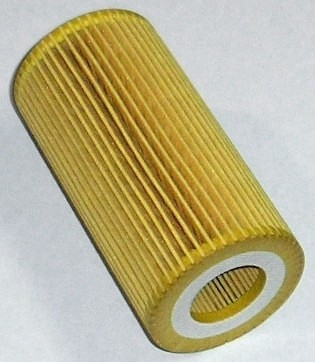
Ölfiltereinsatz für KFZ
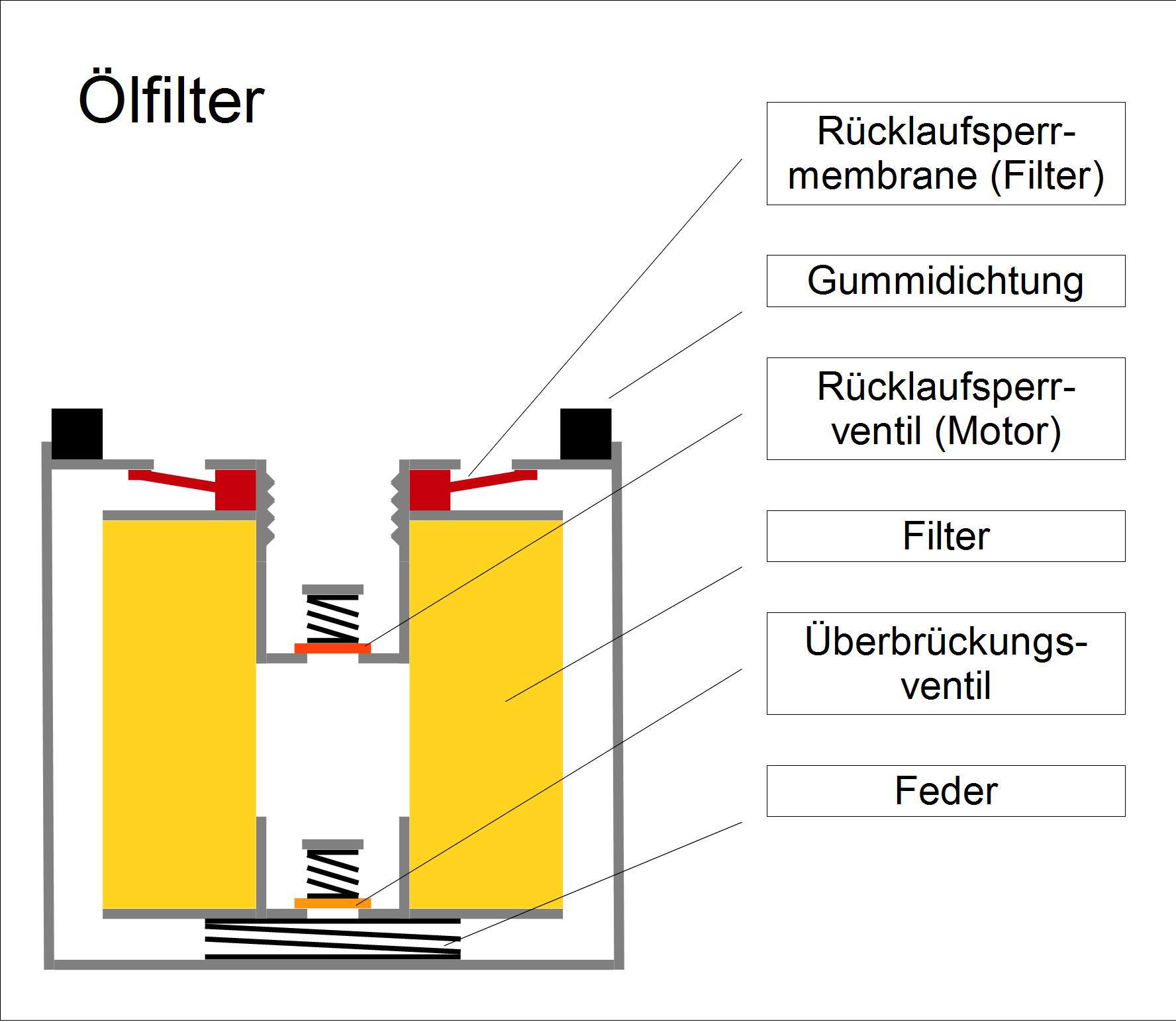
Ölfilter schematisch

### Nebenstromfilter
Der Nebenstromfilter ist entweder parallel zum Hauptstromölfilter oder in einem durchgängig eigenen Kreis angeordnet, welcher mit einer eigenen Pumpe ausgestattet ist. Dadurch strömt nur ein Teil der Ölfördermenge durch den Ölfilter (5 % – 10 %) und die Porengröße kann so weit reduziert werden, dass die kleinsten Verunreinigungen gefiltert werden können. Die Wirksamkeit von Nebenstromfiltern in Verbrennungsmotoren im Hinblick auf eine Verlängerung der Ölstandzeit ist je nach Anwendungsfall umstritten.

#### Mikrofilter
Eine im Kraftfahrzeugbereich gelegentlich nachgerüstete Variante ist der Mikrofilter in Nebenstrom-Anordnung. Dabei wird permanent ein gewisser Teil des Öls direkt aus einer Ölwanne oder dergleichen durch einen zweiten Filter gepresst, ohne durch den Motor zu fließen. Durch das feinere Nebenstromfilter können noch Teilchengrößen bis zu 0,1 µm herausgefiltert werden, Hauptstromfilter haben dagegen Kanalweiten um 5–10 µm. Hauptvorteil ist, dass Kondenswasser aus dem Öl entfernt wird. Es gibt auch Konzepte, die ausschließlich mit einem Filter im Nebenstrom arbeiten. Aus Gründen des Umweltschutzes wird hierfür zunehmend die Verwendung biogener Öle angestrebt. Da das Öl aber nicht nur durch Verschmutzung belastet wird, sondern durch Oxidation und die im Motor auftretenden Belastungen (Hitze, Scherkräfte etc.) altert und insbesondere die Additive eine begrenzte Lebensdauer haben, ist ein verlängernder Einfluss auf die Ölwechselintervalle umstritten.

#### Zentrifugenölfilter
Ein weiteres Konzept zur Ölfilterung im Nebenstrom ist das der Zentrifugierung. Dieses Prinzip findet zurzeit vor allem bei LKW zunehmend Verwendung. Dabei wird der Öldruck dazu verwendet, um ein Segnersches Fluidrad (nach Johann Andreas von Segner) ähnlich wie beim Geschirrspüler oder Rasensprenger anzutreiben. Während das Öl den Filter durchläuft, ist es großen Fliehkräften ausgesetzt, was dazu führt, dass Ruß- und andere kleine Verschmutzungsteilchen, deren Dichte größer als die des Öls sind, abgeschieden werden. Mit Zentrifugenölfiltern lassen sich auch mikroskopische Luftblasen gezielt aus dem Öl beseitigen, die sonst die Schmiereigenschaften sehr nachteilig beeinflussen könnten: Sie sammeln sich aufgrund ihres geringeren Gewichts im Zentrum, wo sie sich vereinigen und platzen.

## Filter in Ölheizungen

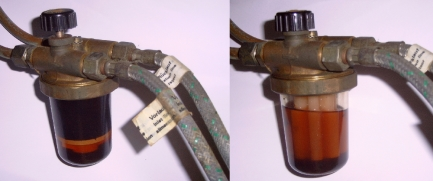
Links ein zugesetzter Ölfilter einer Ölfeuerungsheizung, rechts ein erneuerter Ölfilter

In Ölheizungen werden ebenfalls Ölfilter eingesetzt, welche in Wartungsintervallen ausgetauscht werden müssen. Verschiedene Arten von Filtern werden angeboten (Papier-, Filz- oder Kunststofffilter).

## Filter in Hydraulik-Systemen

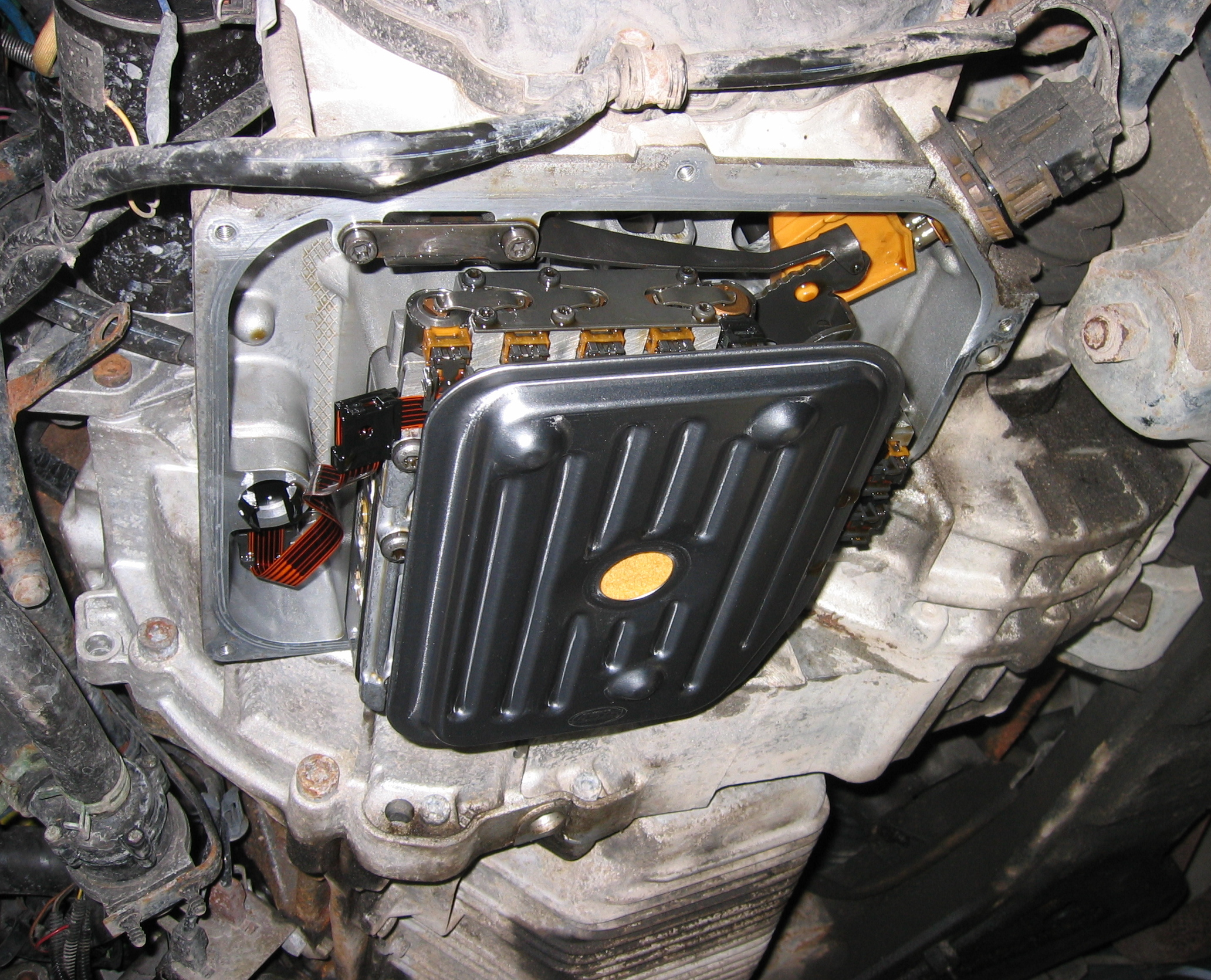
Installierter Ölfilter in einem geöffneten Automatikgetriebe mit abgenommener Ölwanne

Ölfilter werden aber auch in allen hydraulischen Systemen eingesetzt. Dabei unterscheidet man zwischen zwei verschiedenen Gründen der Filterung:

### Funktionsschutzfilterung
Die Filtrierung zielt nur darauf ab, gröbere Verschmutzungen, die die Funktion der Maschine durch Verklemmen oder Verstopfung stören würden, zu entfernen. Die verwendeten Filter sind in der Regel recht grob. Meistens werden Oberflächenfilter wie z. B. Drahtsiebe verwendet. Diese Filter werden in einfachen und wenig benutzten Hydrauliksystemen eingesetzt, z. B. Wagenhebern und Kfz-Hebebühnen.

### Verschleißschutzfilterung
Zum Verschleißschutz wird sehr fein gefiltert, um möglichst viele Partikel, die Abrieb verursachen können, zu entfernen. Es werden fast ausschließlich Tiefenfilter benutzt, die Fremdkörper ab 1/1000 mm Größe entfernen. Diese Filter werden für teure und komplexe Hydrauliksysteme verwendet: Bagger, Spritzgießmaschinen, Werkzeugmaschinen, Pressen, Baumaschinen, Tunnelbohrmaschinen, Landwirtschaftsmaschinen u. ä.